# Bluffdale (Utah)
Bluffdale é uma cidade localizada no estado norte-americano do Utah, no Condado de Salt Lake.

## Demografia
Segundo o censo norte-americano de 2000, a sua população era de 4700 habitantes. 
Em 2006, foi estimada uma população de 7088, um aumento de 2388 (50.8%).

## Geografia
De acordo com o United States Census Bureau tem uma área de 42,6 km², dos quais 42,6 km² cobertos por terra e 0,0 km² cobertos por água.

## Localidades na vizinhança
O diagrama seguinte representa as localidades num raio de 12 km ao redor de Bluffdale. 